# Calatia
Calatia (łac.  Calatinus in Campania, wł. Galazia in Campania ) – stolica historycznej diecezji w Italii erygowanej około roku 439, a skasowanej w roku 1113. 
Współczesne miasto Maddaloni w prowincji Caserta we Włoszech. Obecnie katolickie biskupstwo tytularne ustanowione w 1970 przez papieża Pawła VI.

## Biskupi tytularni
| Lp. | Biskup          | Funkcja                       | Od                   | Do               |
| --- | --------------- | ----------------------------- | -------------------- | ---------------- |
| 1   | Anton Herre     | biskup pomocniczy Rottenburga | 12 października 1970 | 24 września 1993 |
| 2   | Jean-Paul Gobel | nuncjusz apostolski           | 7 grudnia 1993       |                  |